# Nikolaus Rummel d. J.

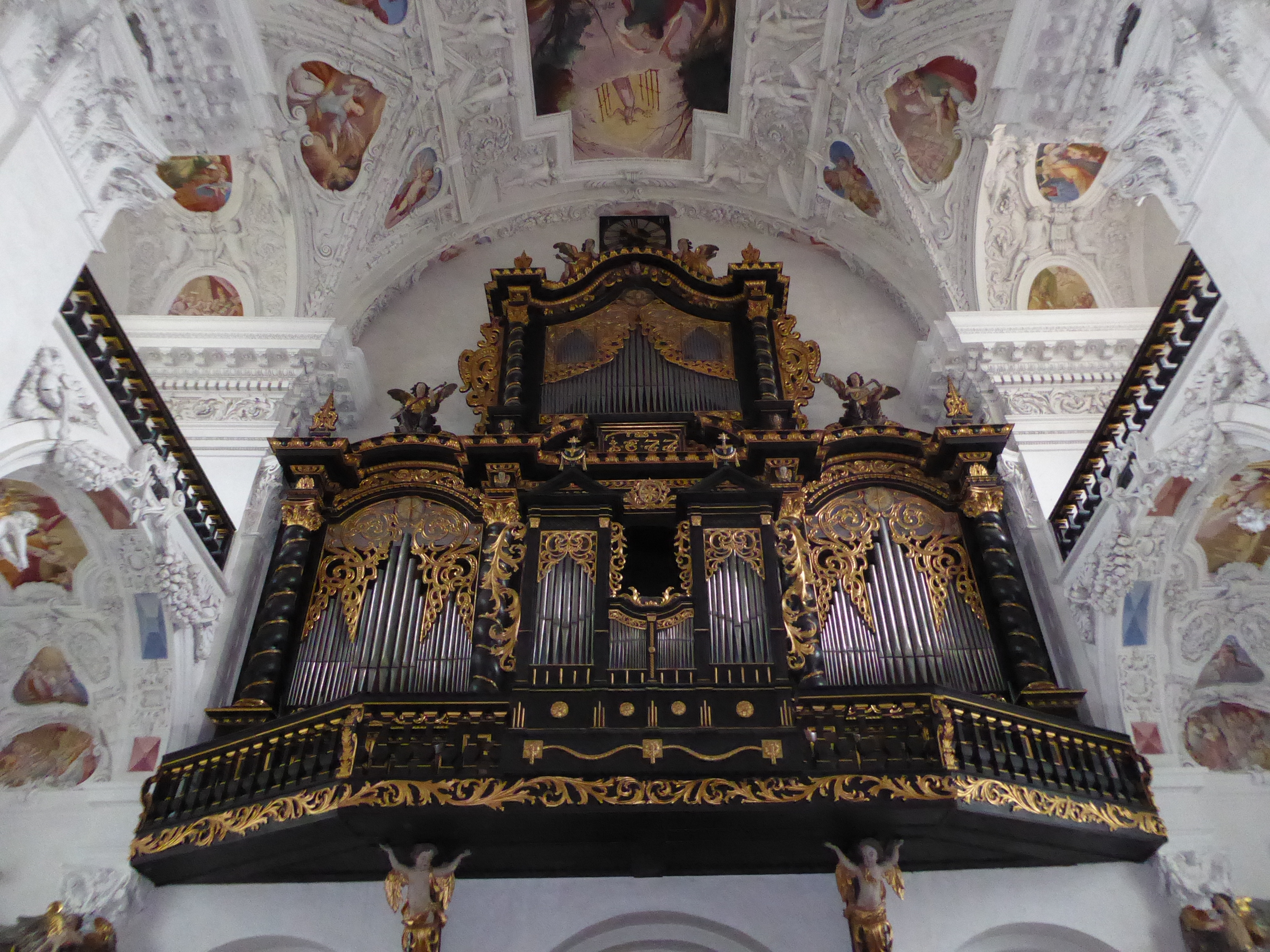
Orgel der Stiftskirche Waldhausen im Strudengau

Nikolaus Rummel der Jüngere (auch: Rumel) (* 26. Dezember 1745 in Linz; † 1839 in Edenkoben/Deutschland) war ein österreichischer Orgelbauer.

## Leben
Nikolaus Rummel der Jüngere erlernte das Orgelbauerhandwerk vermutlich bei seinem Vater Nikolaus Rummel dem Älteren und war später in seinen Wanderjahren als Orgelbauer in der Pfalz (Bayern) in Bayern tätig. 1778 heiratete er in Kirrweiler/Pfalz. Deswegen erscheint es möglich, dass Rummel bei dem dort ansässigen Orgelbauer Johann Ignaz Seuffert tätig war. In etwa um das Jahr 1780 gründete Rummel eine Orgelbauwerkstätte in Edenkoben. Nach dem Tod seines Vaters führte er dessen Orgelbauwerkstätte in Linz weiter. Am 30. Juni 1796 erhielt Nikolaus Rummel das Bürgerrecht der Stadt Linz. Nikolaus Rummel der Jüngere widmete sich auch dem Klavierbau, was in der damals steigenden Nachfrage begründet war. Um 1815 kehrte Rummel von Linz nach Edenkoben zurück.

## Werkliste
Die Größe der Instrumente wird in der fünften Spalte durch die Anzahl der Manuale und die Anzahl der klingenden Register in der sechsten Spalte angezeigt. Ein großes P steht für ein selbstständiges Pedal.
| Jahr | Ort                      | Gebäude               | Bild | Manuale | Register | Bemerkungen     |
| ---- | ------------------------ | --------------------- | ---- | ------- | -------- | --------------- |
| 1798 | Peilstein                | Pfarrkirche Peilstein |      | I/P     | 12       |                 |
| 1803 | Waldhausen im Strudengau | Stift Waldhausen      |      | II/P    | 16       | inkl. Blockwerk |